# 日本情报处理学会
日本情报处理学会（日语：一般社団法人情報処理学会）是日本一个信息收集、处理的计算机科学学会。

## 历史
1960年4月22日创建于东京都，是国际信息处理联合会正式成员。 2017年西尾章治郎担任新一届会长。